# Gábor Babos
Gábor Babos (* 24. října 1974, Sopron, Maďarsko) je maďarský fotbalový brankář, který v současnosti hraje za nizozemský klub NAC Breda. Byl také reprezentantem Maďarska. V roce 2004 získal v dresu NAC Breda ocenění Fotbalový brankář roku Nizozemska.

## Fotbalová kariéra
Působil v maďarských klubech FC Sopron a MTK Budapešť, poté odešel do Nizozemska, kde hrál za NAC Breda, Feyenoord a NEC Nijmegen. Po vypršení kontraktu s NEC přestoupil v létě 2013 do NAC Breda.

## Reprezentační kariéra
V maďarském národním týmu debutoval 19. 3. 1997 v přátelském utkání proti týmu Malty (výhra 4:1).
Celkem odehrál v letech 1997–2009 za maďarskou seniorskou reprezentaci 27 zápasů.